# 4878 Gilhutton
A 4878 Gilhutton (ideiglenes jelöléssel 1968 OF) a Naprendszer kisbolygóövében található aszteroida. Carlos Torres, Cofre, S. fedezte fel 1968. július 18-án.